# Isabel Bawlitza
Isabek Bawlitza Muñoz (Linares, ...) è una modella cilena, eletta Miss Mondo Cile 2000.
Isabel Bawlitza è stata scelta per rappresentare il Cile in occasione del concorso di bellezza internazionale Miss Mondo 2000, tenutosi a Londra, nel Regno Unito il 30 novembre 2000. Alla fine del concorso, vinto dall'indiana Priyanka Chopra, la Bawlitza si è classificata fra le dieci finaliste, ottenendo il miglior risultato mai ottenuto dal Cile nella storia del concorso.
Isabel Bawlitza ha in seguito rappresentato la propria nazione anche a Reina Hispanoamericana 2001, concorso che si è tenuto a Santa Cruz, in Bolivia il 9 novembre 2001. In quell'occasione, pur non riuscendo a classificarsi, la modella cilena ha ottenuto il riconoscimento di "Miss Photogenic".